# Teredus cylindricus
Teredus cylindricus är en skalbaggsart som först beskrevs av Olivier 1790.  Teredus cylindricus ingår i släktet Teredus, och familjen rovbarkbaggar. Enligt den svenska rödlistan är arten akut hotad i Sverige. Arten förekommer på Öland. Artens livsmiljö är jordbrukslandskap, skogslandskap, stadsmiljö.

## Bildgalleri

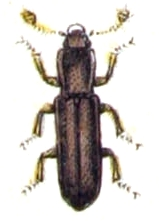